# Navalengua
Navalengua es una localidad española del municipio de Casas de Lázaro, perteneciente a la provincia de Albacete, en la comunidad autónoma de Castilla-La Mancha.

## Historia
Hacia mediados del siglo XIX, el lugar, ya por entonces una aldea perteneciente a Casas de Lázaro, tenía contabilizadas 28 casas. En 2022, la entidad singular de población tenía empadronados 18 habitantes y el núcleo de población 14 habitantes.